# Pontoon (Irlandia)
Pontoon (irl. Pont Abhann) – wieś w Irlandii, w prowincji Connacht, w hrabstwie Mayo, przy drodze regionalnej R310, nad jeziorem Lough Conn.

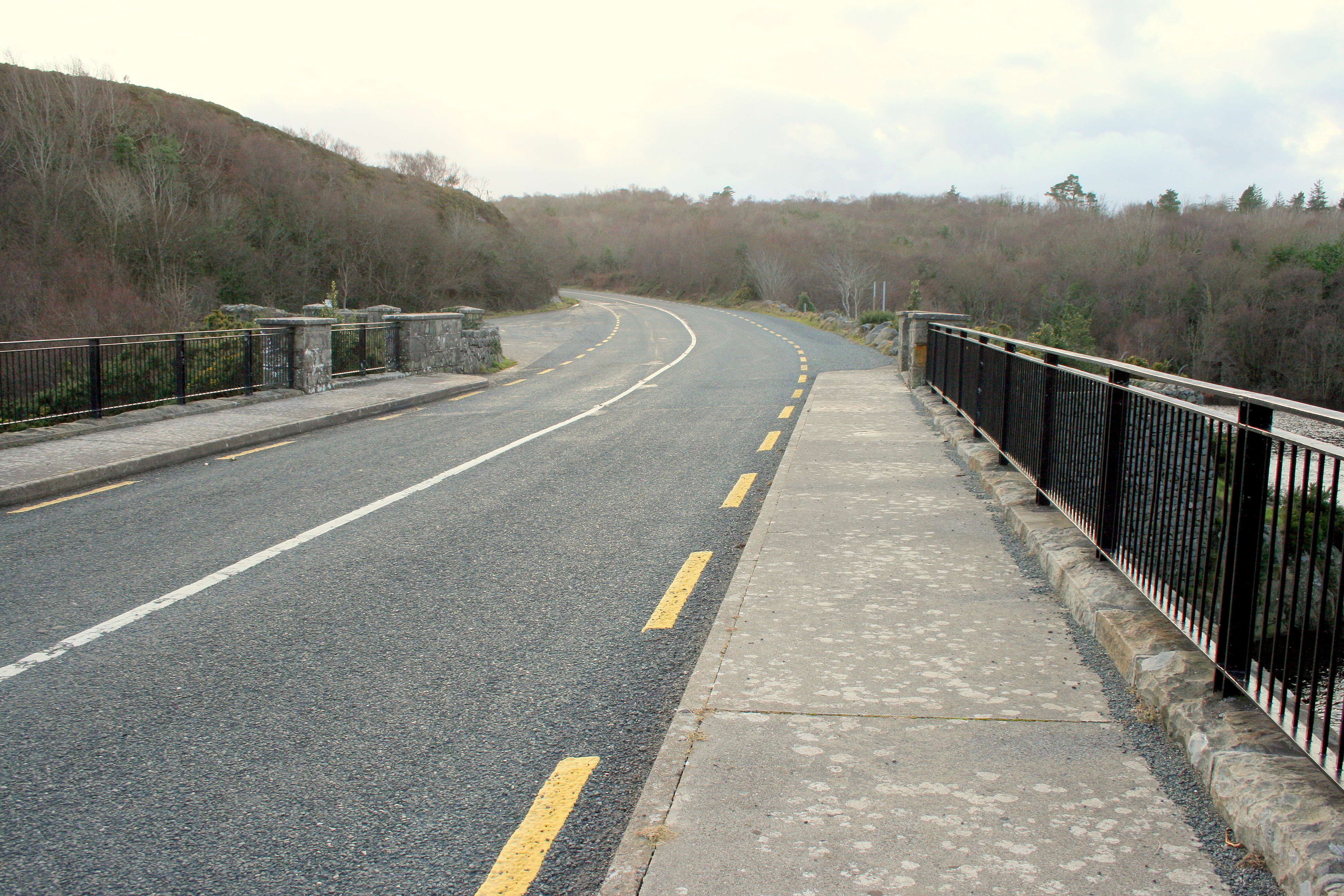
Most nad jeziorem Lough Conn w Pontoon